# Винное
Винное (каз. Винное) — село в Глубоковском районе Восточно-Казахстанской области Казахстана. Входит в состав Фрунзенского сельского округа. Находится примерно в 39 км к востоку от районного центра, посёлка Глубокое. Код КАТО — 634067300.
В селе родился Герой Социалистического Труда Иван Леунов.

## Население
В 1999 году население села составляло 1503 человека (750 мужчин и 753 женщины). По данным переписи 2009 года в селе проживало 1426 человек (722 мужчины и 704 женщины).